# کامی دمولن
لویس سمپلیس کامی بنوآ دمولن (فرانسوی: Camille Desmoulins‎; ۲ مارس ۱۷۶۰ – ۵ آوریل ۱۷۹۴) خبرنگار و سیاست‌مدار اهل فرانسه بود. وی در عصر انقلاب کبیر فرانسه عضو حزب ژاکوبن‌ها بود.
در دوران انقلاب فرانسه با گیوتین اعدام شد.